# Biserica reformată din Cuzdrioara
Biserica reformată din Cuzdrioara este un monument istoric aflat pe teritoriul satului Cuzdrioara; comuna Cuzdrioara.

## Localitatea
Cuzdrioara (în maghiară Kozárvár este satul de reședință al comunei cu același nume din județul Cluj, Transilvania, România. Prima menționare documentară a satului Cuzdrioara este din anul 1234.

## Biserica
Biserica reformată, situată lângă drumul principal, datează din secolul al XIII-lea, a fost reconstruită în stil gotic în secolul al XV-lea și renovată în 1772. Turnul a fost construit în anul 1899.

## Vezi și
- Cuzdrioara, Cluj

## Imagini

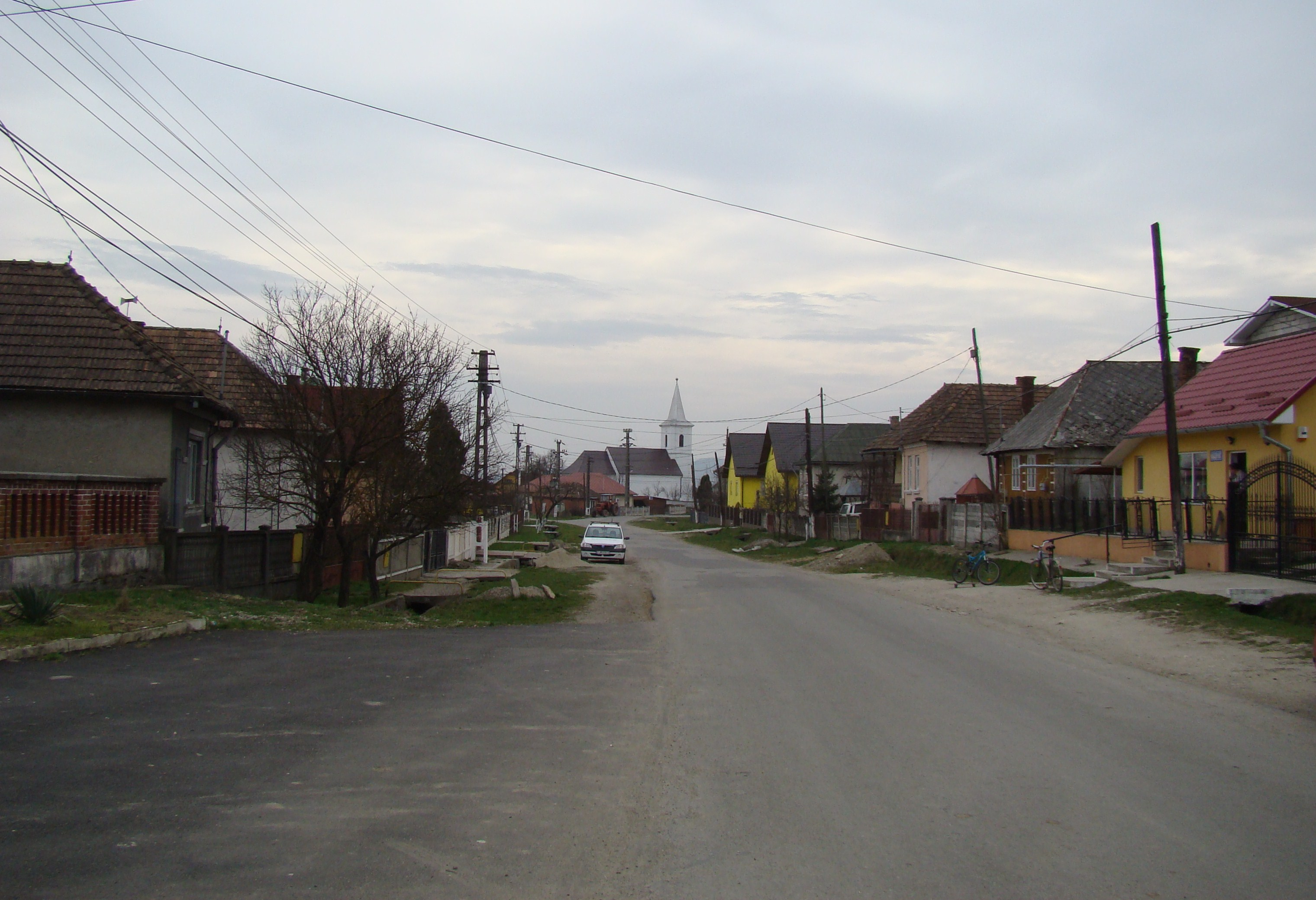
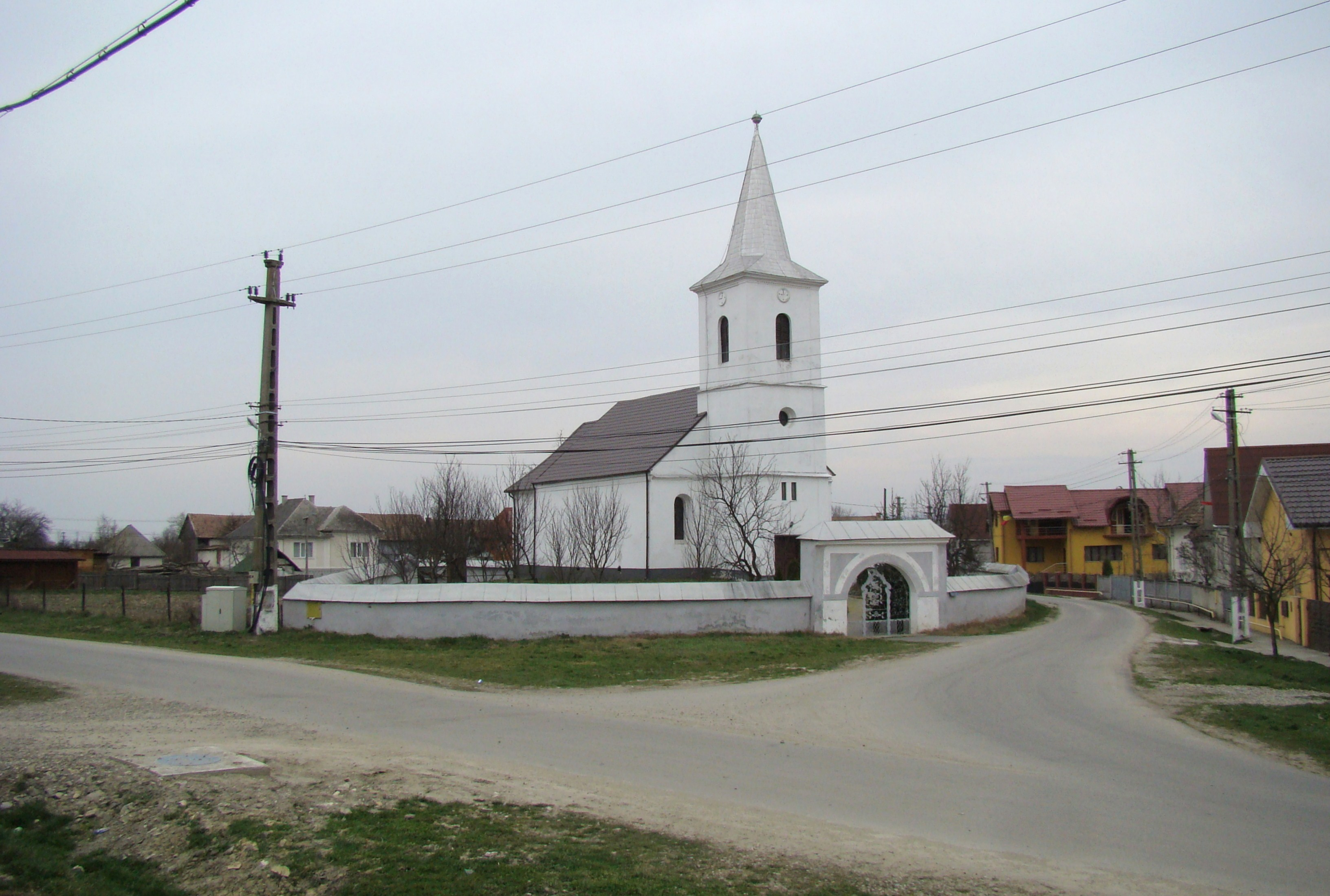
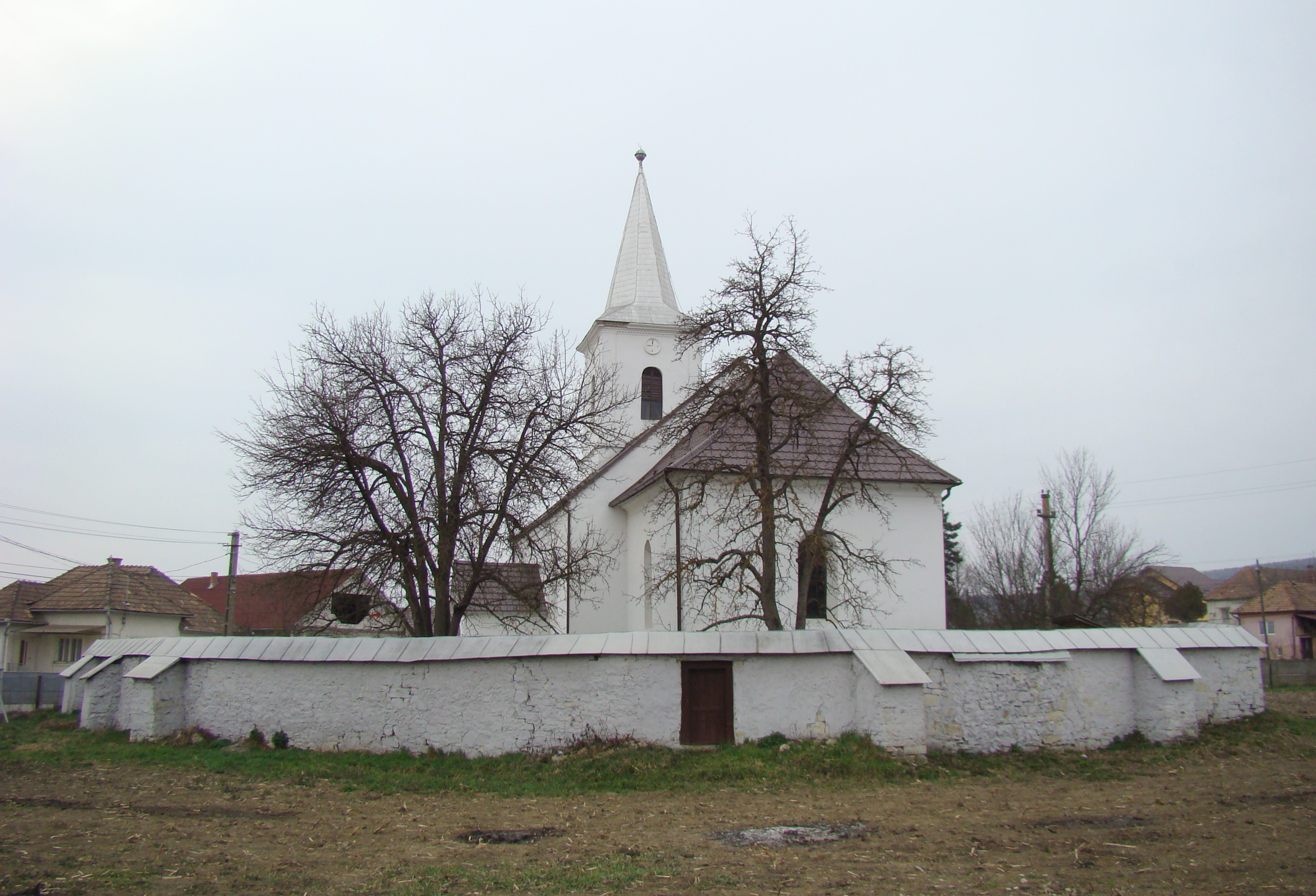
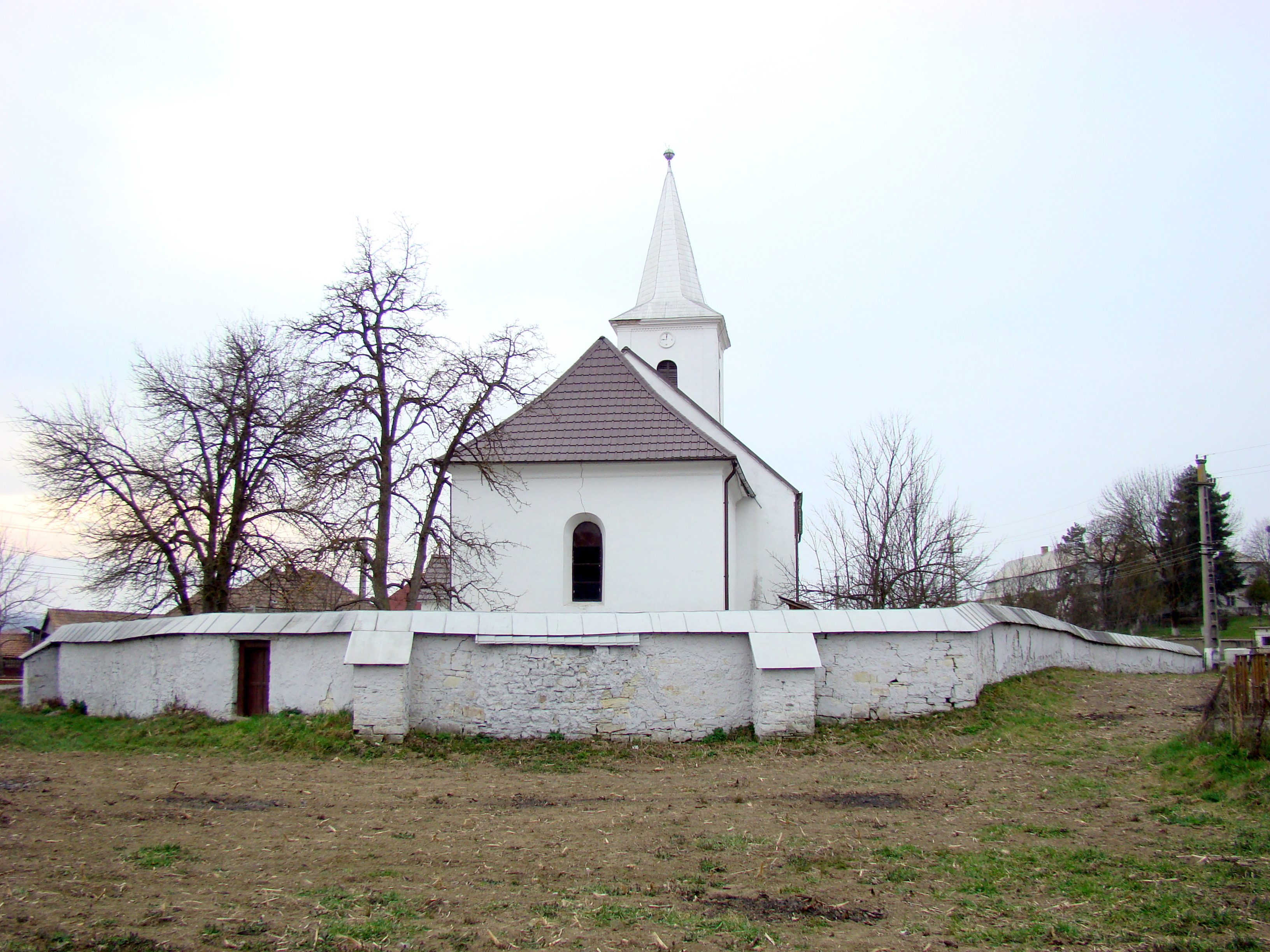
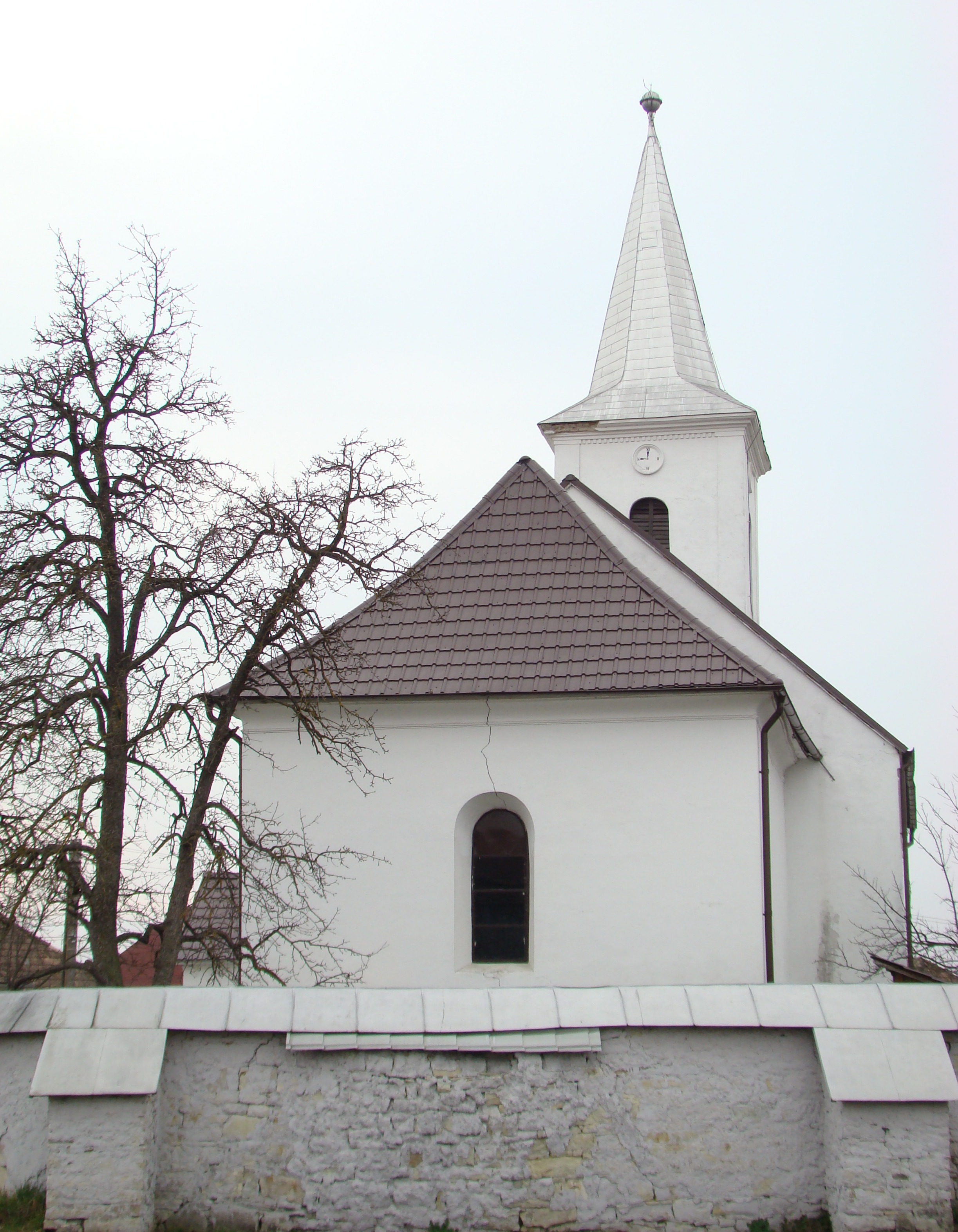
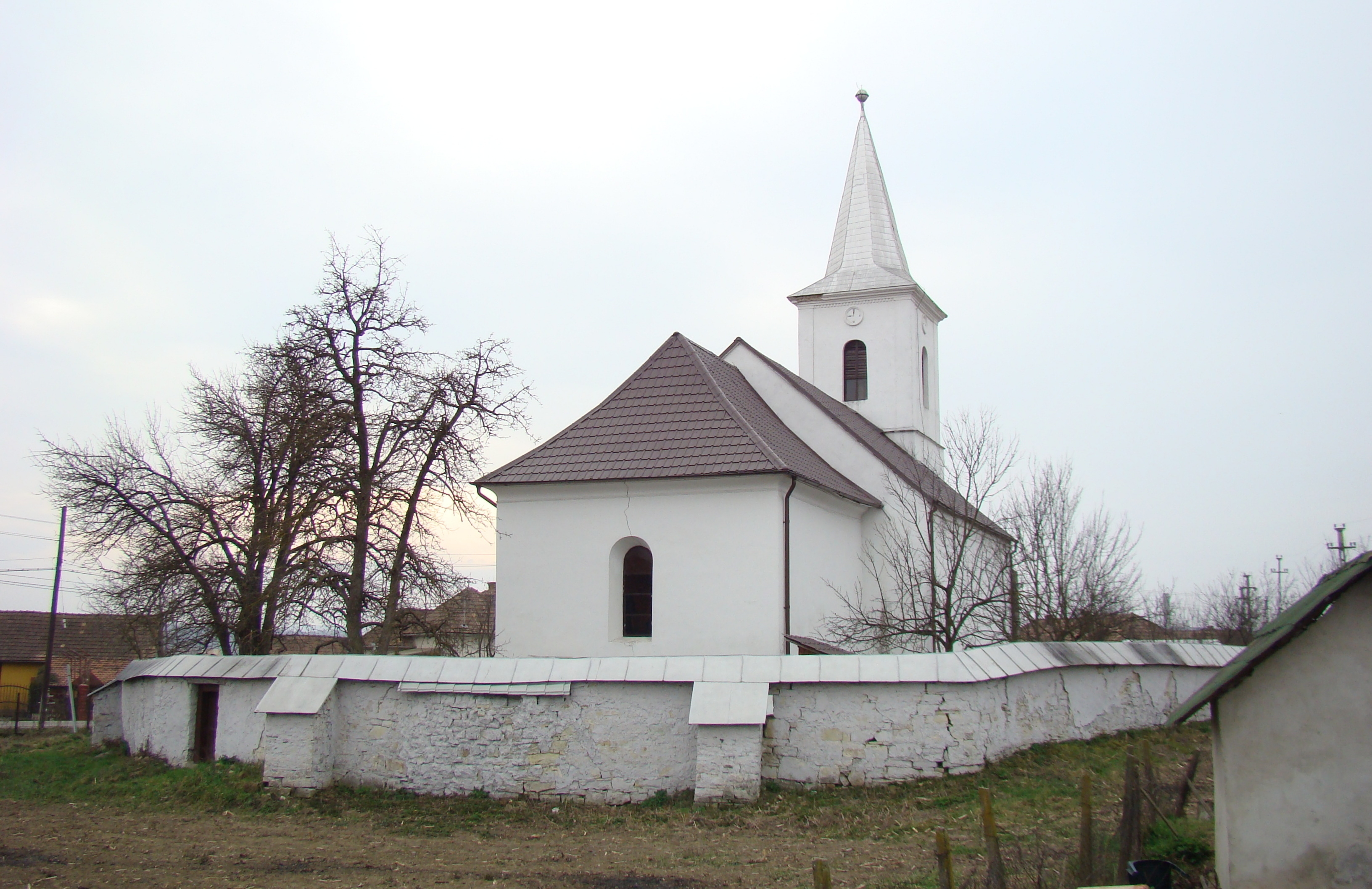
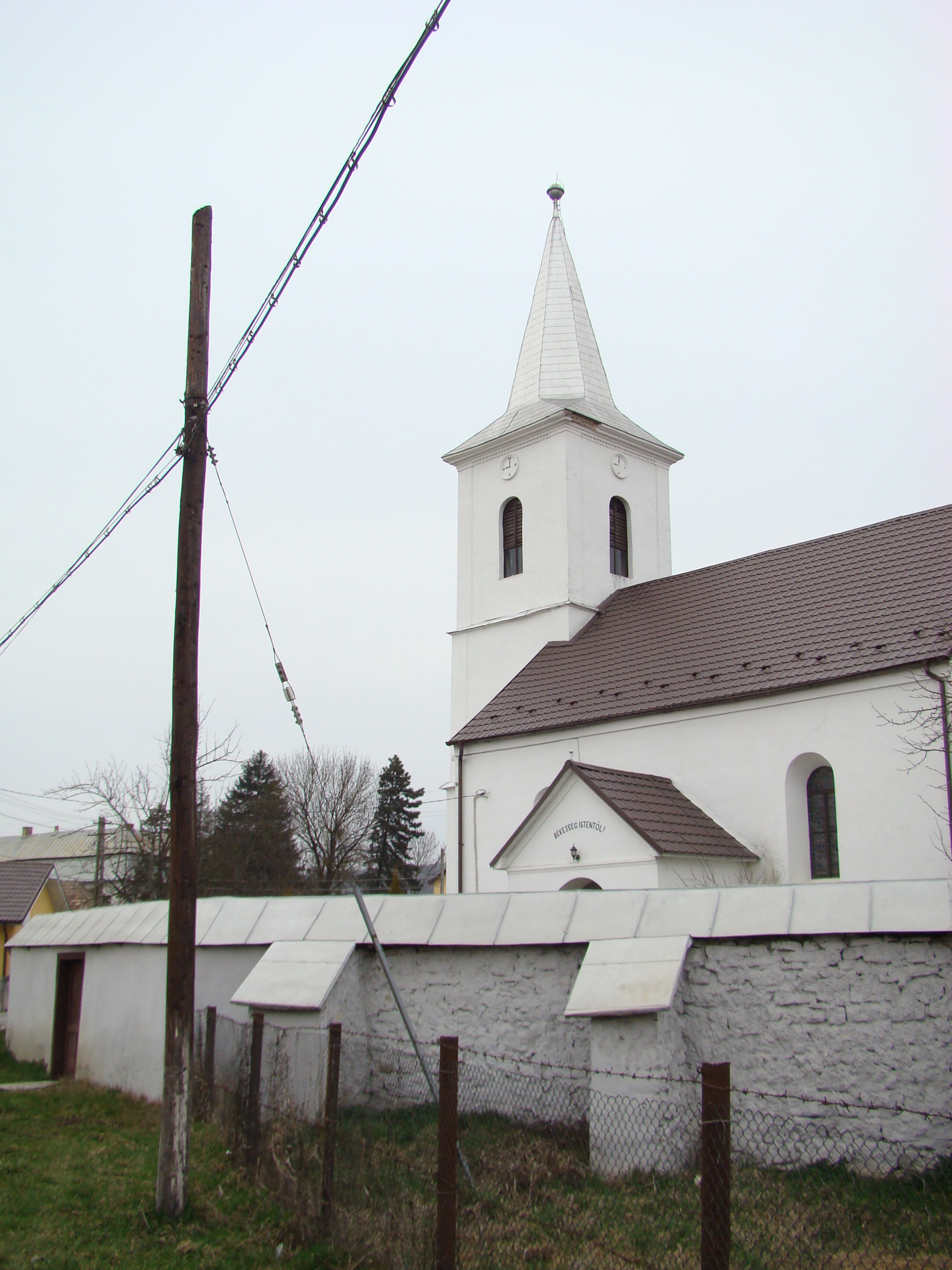
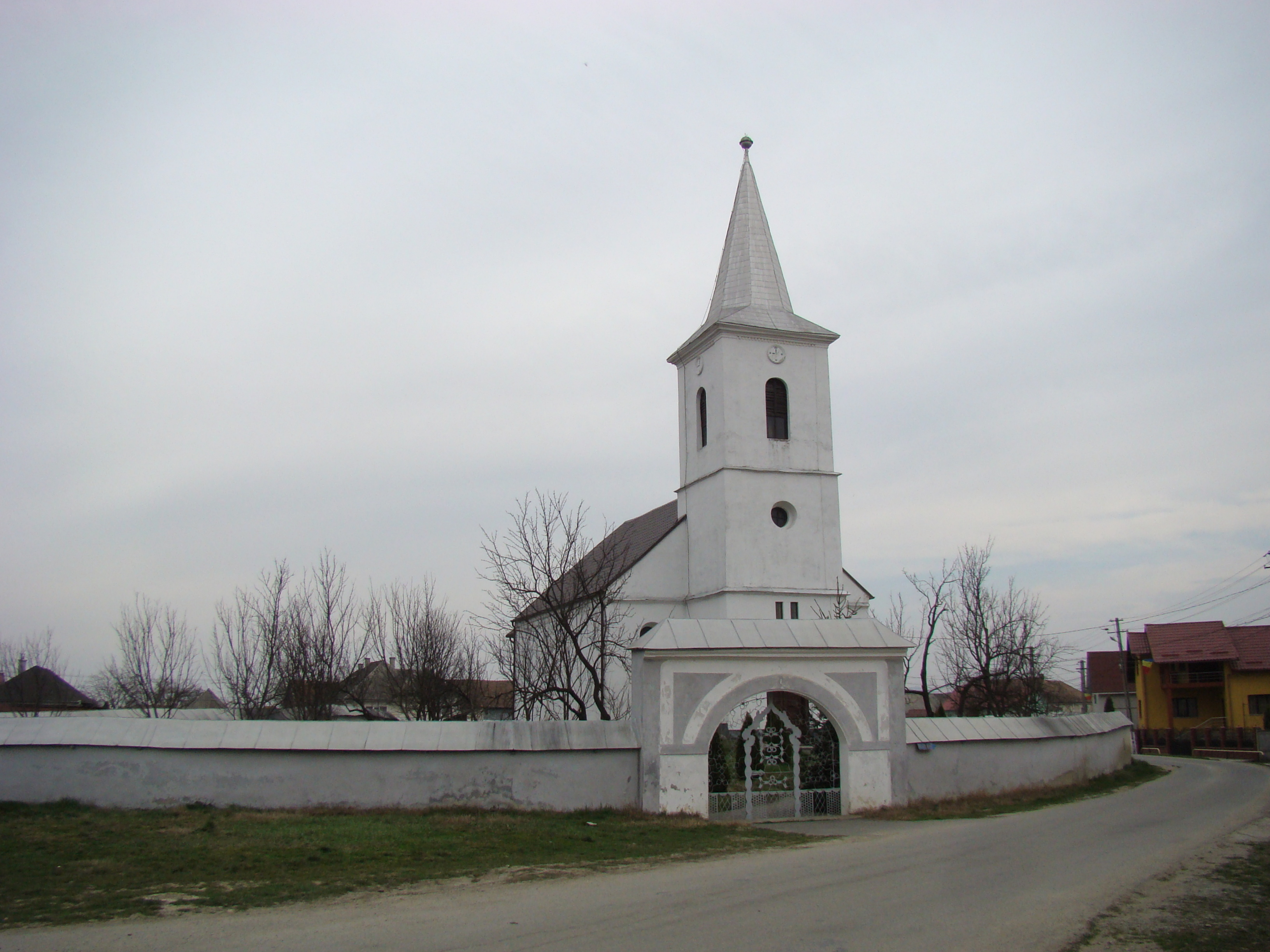
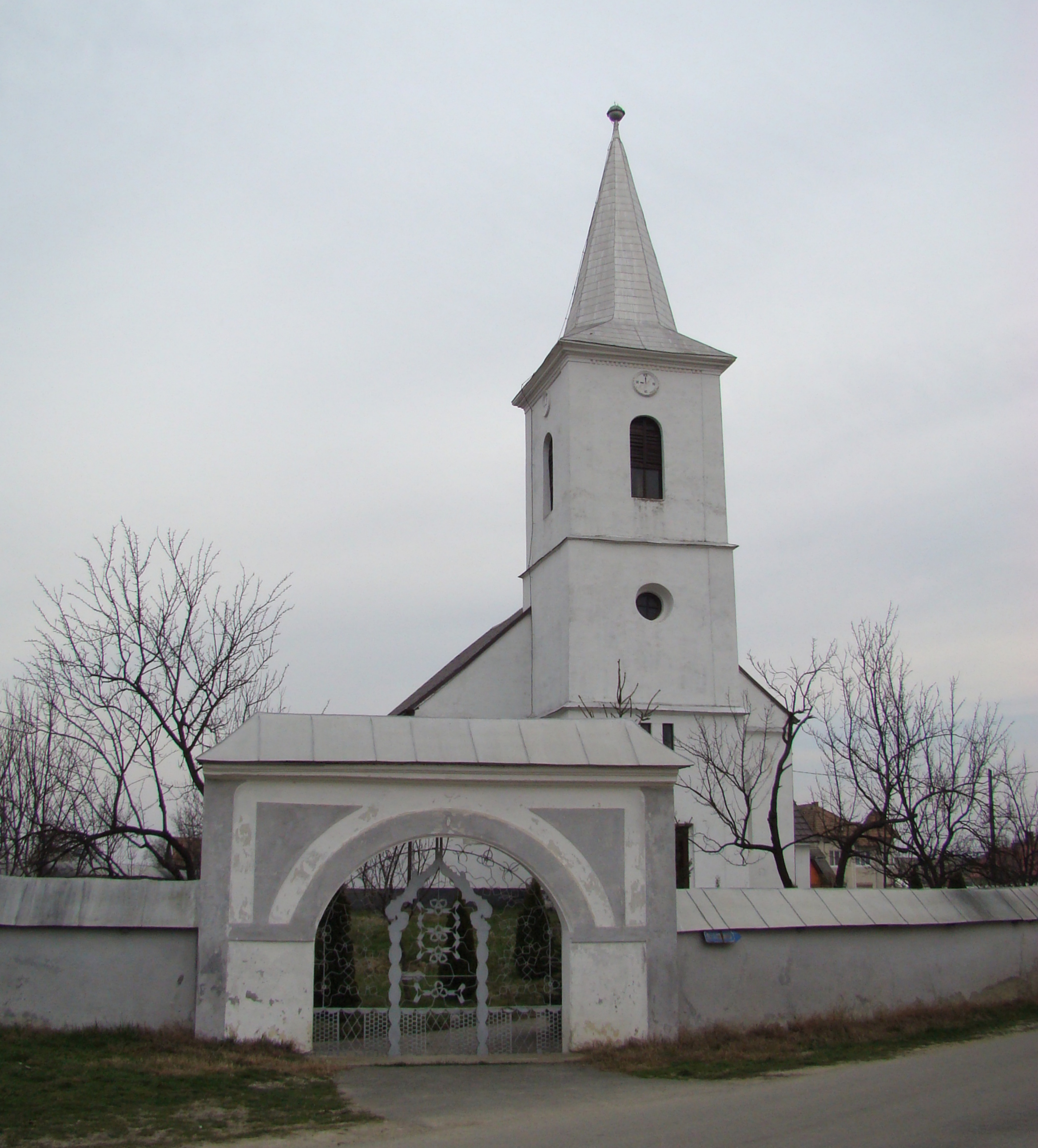
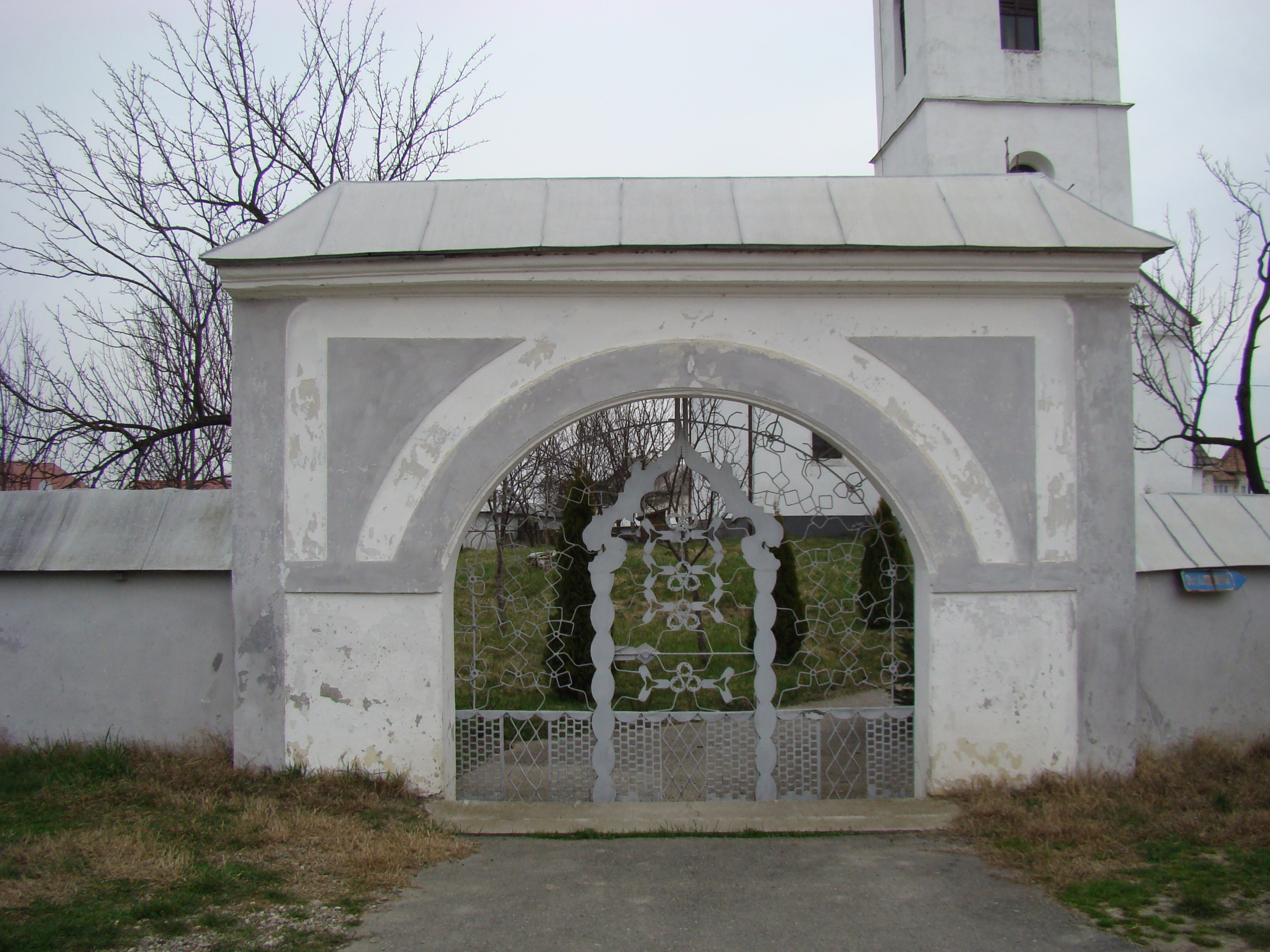
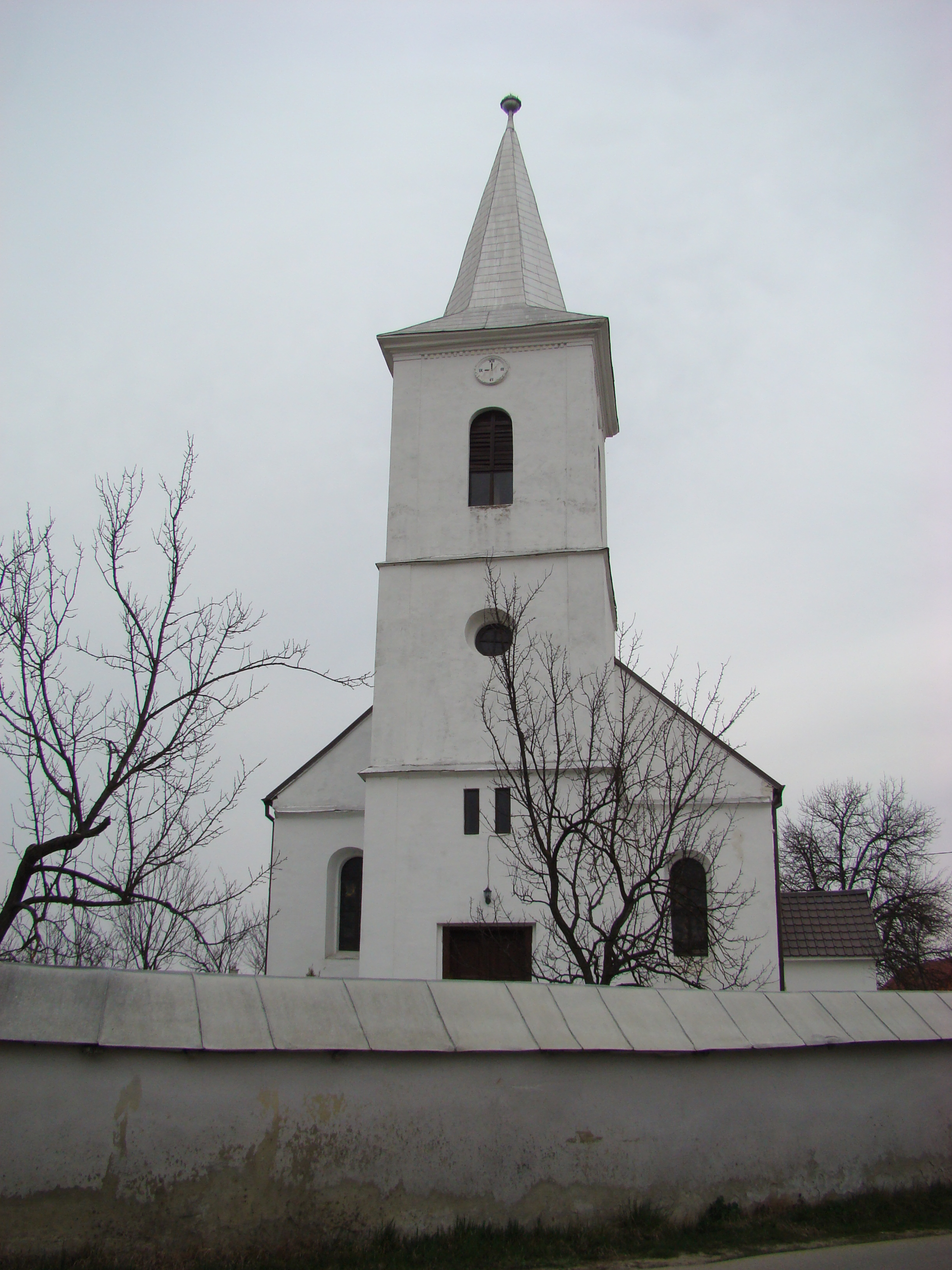
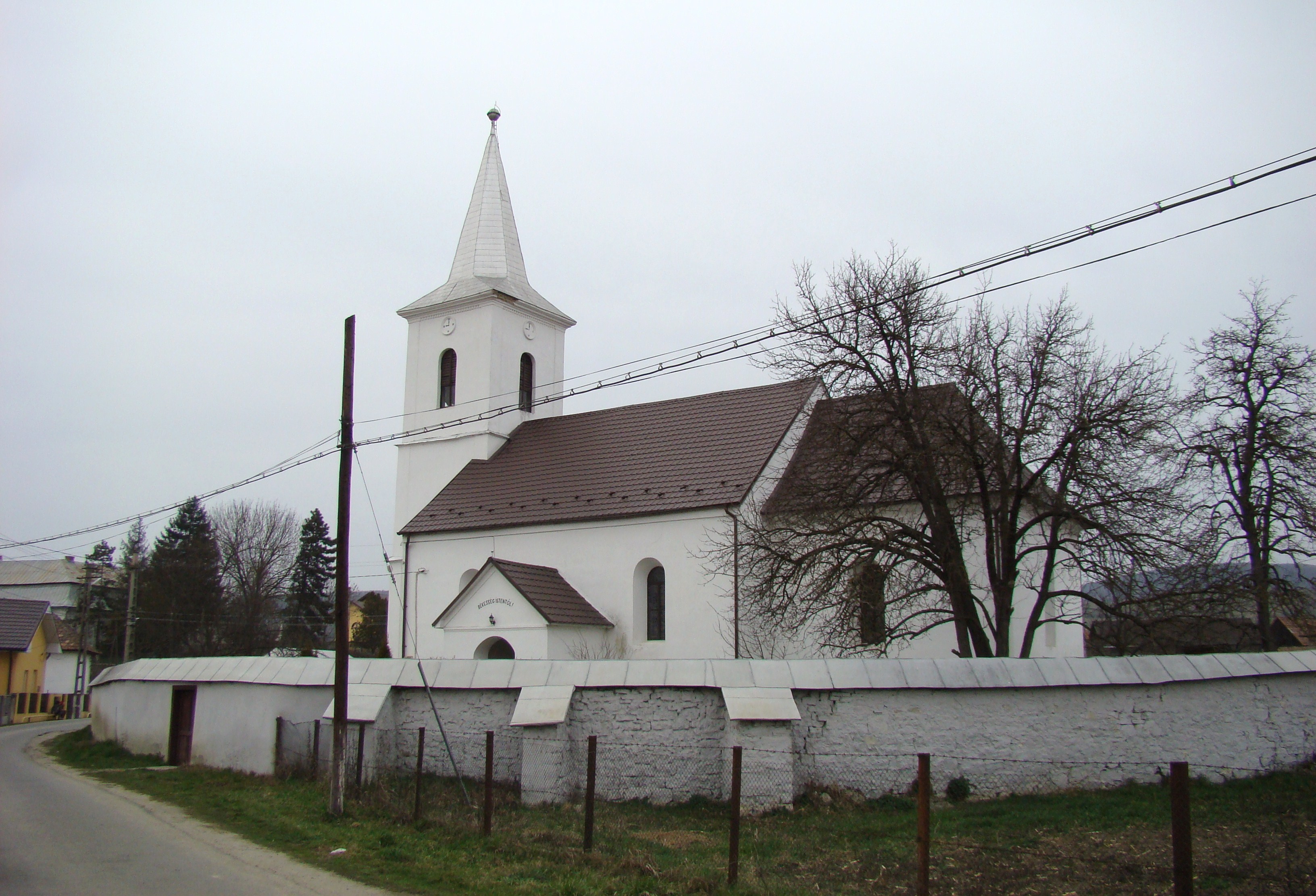
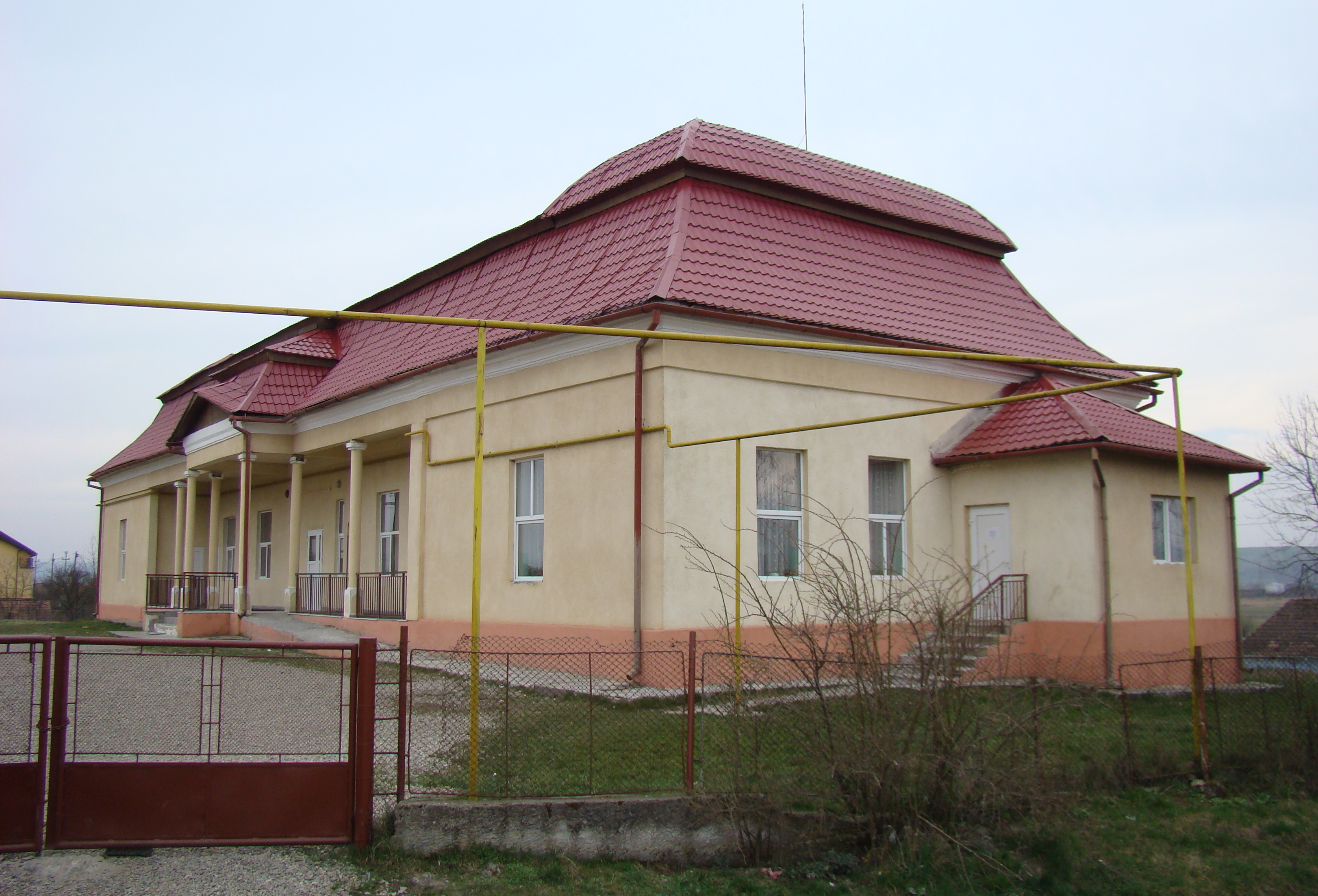
Conacul familiei nobiliare Teleki care a sprijinit financiar biserica (monument istoric)